# Friedrich von Bernuth (Landrat)
Friedrich Anton Leo Johannes von Bernuth (geboren am 15. April 1865 in Platenrode; gestorben am 11. Oktober 1943 in Berlin-Wilmersdorf) war ein preußischer Verwaltungsjurist, 1894/1895 auftragsweise Landrat des Kreises Rees, 1900/1901 Landrat des Kreises Lötzen und zuletzt Regierungsvizepräsident bei der Regierung in Gumbinnen.

## Leben
Der Protestant Friedrich von Bernuth war der Sohn des Rittergutsbesitzers Friedrich von Bernuth (zuletzt wohnhaft zu Koblenz) und dessen Ehefrau Margaretha von Bernuth, geborene Groeneveld (zuletzt wohnhaft in Stettin). Nach seiner schulischen Vorbildung, die er in Andernach erhalten hatte, studierte er vom Wintersemester 1885/1886 bis zum Sommersemester 1888 in Gießen, Freiburg und Bonn Rechtswissenschaften. Im Rahmen seiner weiteren juristischen Ausbildung fand er nach erfolgreicher Prüfung (7. Juli 1888) ab dem 17. Juli 1888 als Gerichtsreferendar auf dem Landgericht Bonn und dem Amtsgericht Siegburg Beschäftigung, bevor er am 18. Dezember 1890 zunächst an das Oberlandesgericht Kiel und von dort unter gleichzeitigem Wechsel in den Verwaltungsdienst am 19. Februar 1891 als Regierungsreferendar an die Königlich Preußische Regierung in Düsseldorf.
Bernuths nächste Lebens- und Dienststationen waren vom 18. Dezember 1892 bis zum 18. April 1893 die Regierung in Frankfurt (Oder), die Ablegung des Assessorexamens mit nachfolgender Ernennung zum Regierungsassessor (16. Dezember 1893) und schließlich vom 1. Februar bis zum 31. Mai 1894 die Vertretung des Landrates des Kreises Birnbaum/Provinz Posen, Kurt von Willich, nachdem er am 26. Mai 1894 den Versetzungsbescheid an das Landratsamt Rees mit Sitz in Wesel erhalten hatte. Dort versah von Bernuth auftragsweise die Leitung der Verwaltung vom 6. November 1894 bis zum 14. Februar 1895. Von Wesel gelangte von Bernuth zum 1. Mai 1895 als Hilfsarbeiter an das Landratsamt des Kreises Schönau/Provinz Schlesien, wo er vom 1. August bis zum 31. Dezember 1895 den bisherigen Landrat, Georg von Zedlitz-Neukirch vertrat.
Bereits vor Ende der Vertretungszeit in Schönau war von Bernuth am 28. Dezember 1895 an die Regierung nach Schleswig versetzt worden. Gut vier Jahre darauf folgte am 25. Februar 1900 und mit Dienstantritt zum 13. März 1900 die kommissarische Einsetzung als Landrat des Kreises Lötzen/Provinz Ostpreußen, doch auch dort sollte von Bernuth nur kurz verweilen. Der Kreistag lehnte von Bernuth als Landrat ab, sein Verhalten sei zu „anmaßend und schroff“. Der Regierungspräsident attestierte ihm zwar eine gute Begabung und geschäftliches Geschick, doch sei er zu „unsensibel und salopp im Auftreten“ – weshalb er seine Abberufung als Landrat beantragte.
Zum 1. März 1901 an die Regierung in Köslin versetzt, erhielt von Bernuth dort am 1. August 1902 die Ernennung zum Regierungsrat. Seite dem 1. Januar 1905 mit einer etatmäßigen Stelle ausgestattet, folgte der nächste Dienstortwechsel am 22. April 1907 mit der Versetzung an die Regierung in Koblenz, mit Dienstantritt am 9. Mai. Koblenz sollte von Bernuths längste Station bleiben. Fritz von Scherenberg als Regierungspräsident bescheinigte ihm, dass er „sein Dezernat mit Eifer, Sachkenntnis und bestem Erfolge“ verwalte. Nach der Familienchronik verlebte er in Koblenz, wo er am 27. März 1916 zum Oberregierungsrat ernannt wurde die „harmonischste Zeit seines Berufslebens“. Nach 9 Jahren in Koblenz erhielt von Bernuth am 3. April 1916 die Versetzung als Dirigent für Kirchen- und Schulwesen an die Regierung in Gumbinnen, wo er seit dem 14. Mai 1919 auch zugleich stellvertretender Regierungspräsident war.
Von Bernuth erhielt zwar am 29. Juli 1919 noch seine neuerliche Versetzung an die Regierung Köslin, doch wurde diese am 4. Dezember 1919 storniert und er trat im Folgejahr zum 1. März 1920 in den Ruhestand.
Wegen seiner Mitgliedschaft in der NSDAP trat er Ende 1939 Jahre aus dem Johanniterorden wieder aus, war dort bereits seit 1917 Ehrenritter, in der Rheinischen Genossenschaft der Kongregation.

## Familie
Friedrich von Bernuth heiratete am 25. September 1897 in Schleswig Elisabeth Marie Kaempf (geboren am 3. August 1879 in Magdeburg; gestorben am 13. März 1943 in Berlin–Wilmersdorf), Tochter des Edmund Kaempf und dessen Ehefrau Hedwig Kaempf, geborene Aue zu Magdeburg. Das Ehepaar bekam mehrere Kinder, darunter die Tochter Anneliese Hedwig Meta (geboren am 17. Juni 1898 in Schleswig, verheiratet seit dem 30. September 1918 in Gumbinnen mit de, Oberleutnant der Reserve, Rittergutsbesitzer Ernst Johannes Ferdinand Krause, geboren am 15. September 1887 in Dünow Kreis Cammin), die Söhne Hans Joachim von Bernuth (geboren am 13. April 1901 in Köslin) und Eberhard Paul Theodor (geboren am 17. Juli 1905 in Köslin), der 1943 als Forstmeister zu Schöneiche, Kreis Wehlau/Schlesien wohnte.

## Quelle
- Horst Romeyk: Die leitenden staatlichen und kommunalen Verwaltungsbeamten der Rheinprovinz 1816–1945 (= Publikationen der Gesellschaft für Rheinische Geschichtskunde. Band 69). Droste, Düsseldorf 1994, ISBN 3-7700-7585-4, S. 302 Anm. 119.